# Дмитріївський повіт
Дмитріївський повіт — адміністративно-територіальна одиниця, що існувала у 1779—97 роках у складі Курського намісництва та у 1802—1924 роках у складі Курської губернії Російської імперії, РСФРР та СРСР з повітовим центром у місті Дмитріїв.

## Географія
Розміщувався на півночі Курської губернії на прикордонні її з Орловською, по річці Свапі, притоці Сейму. Протяжність Свапи на теренах повіту становила 110 верст. Наприкінці 19 століття територія повіту становила 2 786 кв. верст. Рельєф повіту неоднорідний, правобережжя Свапи було вкрите яругами, висота від 103 до 112 сажнів, рівень води близько 70 сажнів. Такі ж яруги покривали й південно-східна частину, в заплаві річок Ваблі та Прута, на межі з Фатезьким повітом — висота гряди тут становила 118 сажнів з рівнем води 73—74 сажні. Західна ж частина повіту була рівнинною, з нахилом на південь, з висотами 101—103 сажні та відсутністю великих річок.
Геологічна структура земель повіту неоднорідна, східна частина, біля Фатезької межі, має розвинуті покривні леси, завдяки чому розростаються яруги, в основному на межі із Льговським повітом, близькість Прута з висотою 72—73 сажні дуже впливає на орографію. Щодалі на захід місцевість понижується і біля Свапи виходить широка смуга пісків з висотою 75—88 сажнів. Тут на невеликій глибині залягає сеноманський ярус крейдової системи, піскуватий мергель та фосфоритні шари. В прибережній смузі правого берега Свапи також виходить крейдова система, головну товщу виходів якої складає фосфоритний нижній шар. Далі на південь спостерігаються виходи крейди та мергелів, які поширюються на захід до Севського та Глухівського повітів, чим далі на захід покриваються третинними утвореннями піщаного шару або бурими глинами післяльодовикового періоду. На північно-західній та західній межі повіту розвинута смуга водостійких глин, серед яких зустрічаються вогнетривкі та гончарні глини. Наявністю глини пояснюється особливість рельєфу — через водонепроникність ґрунтів тут немає схилів та ярів.
Ґрунти неоднорідні, межею слугує річка Свапа, на захід від якої тягнеться смуга чорноземів, ще західніше переважають суглинки та торф'яні ґрунти. Східніше Свапи 20-верстовою смугою поширюються супіски, далі знову суглинки та чорноземи. З корисних копалин були пісковики, крейда та поклади фосфоритів невисокої якости.
Площа території повіту, станом на 1897 рік, становила 2 789,3 квадратних версти.

## Населення
За довідником 1880 року, чисельність населення повіту в межах волосної території становила 81 527 осіб (31 410 чоловіків та 49 847 жінок), за сімейними списками — 94 533 особи (47 815 чоловіків та 46 718 жінок), дворів — 13 162, населених пунктів — 195.
За довідником 1890 року, в повіті налічувалося 99 165 мешканців, з них 49 824 чоловіки та 49 341 жінка. Кількість поселень — 191, селянських дворів — 16 131, дворів неселянського типу — 564.
Наприкінці 19 століття в повіті налічувалося 117 174 мешканці, з них 60 210 чоловіків та 56 964 жінки, 98 017 селян.
Відповідно до перепису населення Російської імперії 1897 року, чисельність населення становила 126 758 осіб, з них 61 554 чоловіки та 65 204 жінки.

## Історія та адміністративний устрій
Повіт утворено 1779 року в складі Курського намісництва. Повітовим містом стало колишнє село Дмитріївське.
Наприкінці 19 століття до складу повіту входило 18 волостей: Березівська, Бичківська, Біляївська, Ваблинська, Генеральшинська, Гламаздинська, Карманівська, Киликинська, Машкинська, Михайлівська, Ольхівська, Поповкинська, Прилепівська, Селинська, Сквороднівська, Старо-Білицька, Фатіївська та Фокинська.
На території повіту будували Брянсько-Рильську залізницю протяжністю 200 верст; проходила на відстані 80 верст від повітового міста.
Станом на 1913 рік кількість волостей у складі повіту становила 19: до перелічених вище додалася Кузнєцовська волость. Згодом кількість волостей знову становила 18. На 1 січня 1924 року до складу повіту входило 14 волостей.
Ліквідований відповідно до постанови ВЦВК від 12 червня 1924 року. Волості повіту передано до складу Льговського та Рильського повітів, центр повіту Дмитріїв віднесено до позаштатних міст.

## Господарство
За довідником 1880 року загальна кількість землі становила 271 737 десятин, з них 200 800 десятин — рілля.
Землі повіту, завдяки складу ґрунту, відносилися до родючих. Господарство велося за трипільною системою: на озимому полі жито, на яровому — переважно овес, потім картоплю та гречку, також сіяли коноплі. Загальна чисельність земель становила 270 628 десятин, з них ріллі — 193 616 десятин, під лісом — 38 481 десятина, під луками та пасовищами — 31 642 десятини, невигідні землі — 5 889 десятин. Селянам належало 133 907 десятин, поміщикам — 133 275 десятин. Станом на 1891 рік загальна кількість худоби в повіті становила 125 877 голів, з них рогатої худоби — 20 330 голів, коней — 34 763, овець — 46 947, свиней — 23 081, кіз — 756.
З підприємств були круподерня, два цукрових заводи, на яких працювали 800 працівників. З кустарних промислів були розвинуті ковальство, бондарство, столярство, кравецтво, чоботарство, гончарство, теслярство, стельмаство, ткацтво, каменеобробка та інші. У місцевих промислах було зайнято 2 946 осіб, 1 246 чоловік працювали на відхожих промислах.
За 10 верст північніше Дмитрієва розміщувався імператорський маєток площею 14 607 десятин, викуплений 1893 року в князя Д. Голіцина, з цукроварнею, винокурнею та паперовою фабрикою.